# Словенське інформаційне агентство
Агентство новин Словенії (словен. Slovenska tiskovna agencija, STA) було створене в червні 1991 року. Єдиним засновником і партнером є Республіка Словенія. STA - національне інформаційне агентство, яке уважно стежить за подіями в Словенії та в міжнародному середовищі; за цей час вона переросла у провідного постачальника медіаконтенту для вітчизняної та іноземної громадськості. Агентство є членом Європейської асоціації агентств преси (EANA) та бере участь у регіональних асоціаціях AMAN та ABNA та є партнером усіх великих світових агентств.
Агентство забезпечує публічну службу постійного, всебічного, точного та об’єктивного надання інформації про події в Республіці Словенія та у всьому світі для потреб громадськості в Республіці Словенія, словенців у всьому світі та словенських національних меншин у сусідніх країнах словенською мовою та про події в Республіці Словенія для потреб ЗМІ та для громадськості в Республіці Словенія та за її межами англійською мовою відповідно до Закону (ZSTAgen), акту, що регулює сферу ЗМІ.
Окрім своєї публічної послуги агентство також займається комерційною діяльністю, завдяки якій отримує значну частку своїх операційних доходів.

## Послуги
Генеральна служба словенською мовою
Загальна служба ДПА словенською мовою - це одне з основних та найповніших джерел інформації для словенських та закордонних ЗМІ, державних установ, дипломатичних представництв, компаній, громадських організацій та інших абонентів. У рамках загальної служби словенською мовою ДПА щодня постачає до 300 новин, що готуються журналістами внутрішніх політичних, економічних, зовнішньополітичних, європейських, культурних та спортивних редакцій та кореспондентами по всій Словенії та за кордоном.
Новини та інші внески в рамках загальної служби поділяються на категорії Словенія, Європейський Союз, світ, економіка, культура, спорт, здоров'я, освіта та наука, хроніка та визначні пам'ятки.
Крім того, загальна служба також включає щоденні та щотижневі прогнози подій, щоденні та щотижневі огляди подій, редакційні повідомлення, огляди преси, поточну інформацію про дорожній рух про стан словенських доріг та останню інформацію про погоду в Словенії та Європі.
STA General English Service 
Англомовна служба є щоденним джерелом звітності про поточні події, пов'язаних з Словенією, англійською мовою. Команда журналістів та перекладачів щодня випускає до 50 новин, тем, інтерв'ю, оглядів преси та інших публікацій, пропонуючи всебічне та сучасне розуміння подій у політиці, економіці, суспільстві, науці, культурі та спорті.
Крім того, що відбувається в Словенії, служба відстежує міжнародну діяльність Словенії, особливо в межах Європейського Союзу, Південно-Східної Європи та міжнародних організацій. Він також робить великий акцент на економічній політиці Словенії та діяльності словенських компаній на внутрішньому та зовнішньому ринках.
Фотосервіс STA
PhotoService щодня надає фотографії найважливіших політичних, економічних, культурних та спортивних подій в країні, а також фотографії з сфери розваг та визначних пам'яток. Окрім команди досвідчених фотографів ДПА, фотографії також надсилаються належним чином навченими кореспондентами ДПА зі Словенії та за кордоном. ДПА також має більш широку мережу обміну фотографіями з деякими партнерськими агенціями.
Служба радіостанцій STA-R
STA-R дозволяє абонентам отримувати доступ до текстових та аудіо новин з урахуванням вимог радіостанцій. Аудіо сервіс охоплює всі ключові інформаційні події з внутрішньої та зовнішньої політики, бізнесу, культури, спорту та інших сфер та доповнює існуючий щоденний сервіс STA. Служба STA-R створена журналістами словенського прес-агентства через мережу листування вдома та в усьому світі. Мета проекту STA-R - надати радіостанціям доступ до якісного та збалансованого новинного контенту, розробленого таким чином, що підходить для радіоносія.
STAkrog - портал новин для розвитку компаній, стартапів, ЗМІ та суспільства 
Портал STAkrog стежить за розвитком економіки Словенії, роблячи особливий акцент на досягненнях словенських компаній та стартапів. Спеціальний розділ також призначений для словенських ЗМІ.
Зміст порталу розділено на чотири основні розділи. У розділі Компанії містяться новини про досягнення в розвитку словенських компаній та заходи, що стимулюють їх розвиток, а розділ Startupi буде стежити за прогресом інноваційних молодих словенських компаній або стартапів. У ЗМІ, STA, як один із основних центрів словенського медіапростору, слідкуватиме за розвитком словенських ЗМІ. У розділі # Компанія будуть розповіді про важливі досягнення словенського суспільства поза економічною сферою, особливо в науково-інноваційному співтоваристві. Портал також пропонує інтерв'ю з діловими людьми та акторами, що мають відношення до стимулювання економічного розвитку, а також безкоштовний тижневий електронний бюлетень з підбіркою історій з минулого тижня. Вміст порталу також доступний через соціальну мережу Twitter, @STAkrog.
THOUGHT
Вебсайт THOUGHT - це спеціалізований вебпортал, повністю присвячений культурним подіям. Культурний контент повністю доступний для найширшого кола користувачів онлайн. Спочатку, що фінансується Міністерством культури, «Підстран» включає довідників культурних подій, новини, інтерв'ю, презентації книг, карту словенської літератури, опитування, статистику та інші пам'ятки. Сайт доповнюється фото та відео контентом, і щотижня читачі інформуються про новий вміст за допомогою спеціального електронного інформаційного бюлетеня, який підсумовує найновіший контент на вебсайті та може бути отриманий електронною поштою.
Щоденний бюлетень STA 
Щоденний інформаційний бюлетень STA містить стислий та інформативний огляд найактуальніших подій вдома та у світі, тематичний внесок про ключові події дня, прогнози подій у Словенії та світі на наступний день, а також огляд написання преси та звітування зарубіжних інформаційних агентств про Словенію. Він публікується в електронному вигляді шість разів на тиждень.
Оригінальна служба прес-релізів O-STA
Окремо від загальної служби, O-STA надає прес-релізи у первісному вигляді та призначені для компаній та організацій, які бажають надавати новини вітчизняній та зарубіжній громадськості чи інформувати їх про зміни у своїй діяльності, продукції чи послугах. Усі сповіщення архівуються і тому доступні в усі часи. Як єдиний постачальник у Словенії, STA також має можливість передавати ці оголошення за кордон або на цільові ринки клієнта, оскільки STA включено до міжнародної мережі OTS разом із проектом O-STA. Крім пересилання, O-STA також повідомила про можливість розміщення фотографій, електронних таблиць та логотипу організації з можливістю посилання на сторінку відправника. Отримання повідомлень O-STA безкоштовне. Повідомлення можуть бути опубліковані англійською та словенською мовами, а на прохання абонента також можна перекласти повідомлення.
HAVE CLUB
STA CLUB - проект, під егідою якого STA кілька разів на рік організовує круглі столи з видатними особистостями та експертами. Кожна подія охоплює широкий спектр тем і стосується різноманітних цільових аудиторій шляхом звернення до вибраних тем. Таким чином вони хочуть стимулювати публічний дискурс щодо важливих соціальних питань та сприяти ще кращій обізнаності та інформації для всієї словенської громадськості. Крім того, за допомогою STA CLUB вони хочуть ще більше посилити визнання Словенського агентства преси як найбільш надійного та достовірного джерела інформації, і нарешті, не менш важливе значення, встановити довгострокові дружні стосунки з абонентами та партнерами. Основними цільовими групами КЛУБУ є саме клієнти та партнери, а також ЗМІ, професійна громадськість, лідери громадської думки та, не в останню чергу, широка громадськість.
Kliping STA
Абонент сам вибирає ключові слова, про які він бажає повідомити, і виходячи з цих слів, новини, які підписчик отримує на свій електронний лист, фільтруються. Основна цільова громадськість - це представники громадських зв'язків великих компаній та міністерств, для яких інформаційний час є ключовою складовою їхньої роботи, та компанії, які завищені за допомогою послуги відсікання інших спеціалізованих провайдерів.
Інформаційне агентство STA-AND
Інформаційний блок STA-AND - це збагачення змісту програмного дизайну телевізійних медіа та екранів цифрової реклами. За допомогою інформаційного блоку провайдери можуть запропонувати своїх глядачів або надавати користувачам актуальну, стислу та точну інформацію про поточні події вдома та в усьому світі. Крім того, короткий інформаційний зміст також може підвищити привабливість комерційних комунікацій і як наслідок, підвищують їх ефективність.
Блок новин STA-AND моделюється за провідними світовими інформаційними агентствами та пропонує широкий спектр актуальних та сучасних щоденних новин, підготовлених професійною командою журналістів та соратників Словенського прес-агентства, забезпечуючи тим самим більш цікаві, інформативні та привабливі телепрограми.
Веббанер STA-AND - це технологічно розвинений сервіс, розроблений для істотного збагачення вебсайтів найсвіжішими новинами дня, підготовленими журналістами ДПА. Він призначений для вебсайтів, які хочуть надати своїм відвідувачам актуальну, стисну та актуальну інформацію про поточні події вдома та в усьому світі, тим самим збільшуючи відвідування свого сайту та інформативність.
Мобільний сервіс STA (STA-M)
З розвитком сучасних додатків для доступу до вмісту STA через смартфони та планшети, STA також увійшла в сферу мобільних технологій. Додаток забезпечує мобільним користувачам легкий та прозорий доступ до STA. STA-M призначений для всіх, хто хоче отримати найповнішу, надійну та найновішу інформацію через свої мобільні пристрої. Послуга STA-M надає користувачам повну інформацію для особистого користування і не призначена для комерційного використання її вмісту. Таким чином, користувачі STA-M можуть отримати доступ до всіх новин, що надаються загальною послугою STA. Переваги використання STA-M - це негайний доступ до вмісту Словенського інформаційного агентства, інтуїтивний та прозорий графічний інтерфейс, адаптований для використання на невеликих екранах та налаштування актуального повідомлення про нові новини дня, нагальні новини.